# Scythris scopolella
Scythris scopolella is een vlinder uit de familie van de dikkopmotten (Scythrididae). De wetenschappelijke naam is, als Phalaena scopolella, gepubliceerd in 1767 door Carl Linnaeus.
De soort komt voor in Europa.